# Condado de Casal
La casa valenciana de los condes de Casal es un título nobiliario concedido el 26 de marzo de 1658 a Cristóbal de Cavanilles y Fenollet, señor de la baronía de Alginet.
Los Condes de Casal regentaron el señorío de Alginet hasta el año 1817, cuando fueran abolidos los señoríos.
Los Condes de Casal, entre otras cosas, llegaron a ser personajes aristocráticos de la vida pública, llegando a ocupar cargos importantes (Alcaldía de Madrid) y artistas (poetas).

## Palacio del Conde de Casal
Entre las calles Alameda y duque de Medinaceli de Madrid, próximas a la plaza de Neptuno, donde estuvo el primitivo palacio del duque de Lerma (valido de Felipe III de España), comprado luego por el duque de Medinaceli, el Conde de Casal mandó construir un palacete de estilo barroco ocupado en el inicio del siglo XX por el Hotel Palace y el Palacio de Hielo.

## Condes de Casal[3]
- I Cristóbal de Cavanilles y Fenollet
- III Tomás de Cavanilles y Fenollet
- ¿? Vid. Vilagrada (¿Vilarrasa, Villarrasa?) y Cabanillas, Juan
- ¿? ESCRIVÁ DE ROMANÍ Y DUSAY, Guillermo
- Luis de Cabanilles y Vilarrasa

Últimos condes de Casal:
- Manuel Escrivá de Romaní y de la Quintana, X conde de Casal, I marqués de Alginet, Gentilhombre de cámara con ejercicio del Rey Alfonso XIII.

1. Casó con Teresa Muguiro y Beruete. Le sucedió, de su hijo Fermín Escrivá de Romaní y Muguiro II marqués de Alginet y de su esposa María de Morenés y Carvajal, la hija de ambos, por tanto su nieta:

- María de las Nieves Escrivá de Romaní y Morenés, XI condesa de Casal, III marquesa de Alginet.

1. Casó con Luis Guillermo Perinat y Elio, II marqués de Perinat, VII marqués de Campo Real, V barón de Ezpeleta. Le sucedió su hijo:

- Luis Guillermo Perinat y Escrivá de Romaní, XII conde de Casal. Actual titular desde 1980.